# Lütschine
La Lütschine è un fiume svizzero dell'Oberland bernese affluente dell'Aar tramite il Lago di Brienz.

## Percorso
Il fiume prende forma dall'unione della Schwarze Lütschine (dal tedesco Lütschine nera) con la Weisse Lütschine (Lütschine bianca), unione che avviene nei pressi del comune di Gündlischwand.
La Weisse Lütschine percorre la Lauterbrunnental (valle di Lauterbrunnen) mentre la Schwarze Lütschine sorge dal ghiacciaio di Grindelwald.
Dopo l'unione la Lütschine percorre la valle che prende il nome di Lütschenthal ed è lunga sei km. Infine si getta nel Lago di Brienz.